# Pseudophryne semimarmorata
Pseudophryne semimarmorata es una especie de anfibio anuro de la familia Myobatrachidae.

## Distribución geográfica
Esta especie es endémica del sureste de Australia. Habita en el extremo sureste del sur de Australia, sur de Victoria y Tasmania. Su alcance abarca aproximadamente 99 400 km².

## Descripción
El holotipo de Pseudophryne semimarmorata mide 31 mm. Esta especie tiene una superficie dorsal verde oliva con manchas oscuras. Sus flancos son de color azul medianoche. Su superficie ventral es de color verde pálido jaspeado con blanco.

## Publicación original
- Lucas, 1892 : Notes on the distribution of Victorian batrachians with descriptions of two new species. Proceedings of the Royal Society of Victoria, vol. 4, p. 59-64[6]